# Штауфер, Иоганн Георг
Иоганн Георг Штауфер (нем. Johann Georg Stauffer; 26 января 1778, Вена, — 24 января 1853, там же) — австрийский музыкальный конструктор.
Работал в Вене, делал скрипки, виолончели, гитары. В 1823 году сконструировал новый музыкальный инструмент арпеджионе — своеобразный гибрид гитары и виолончели.

## Биография

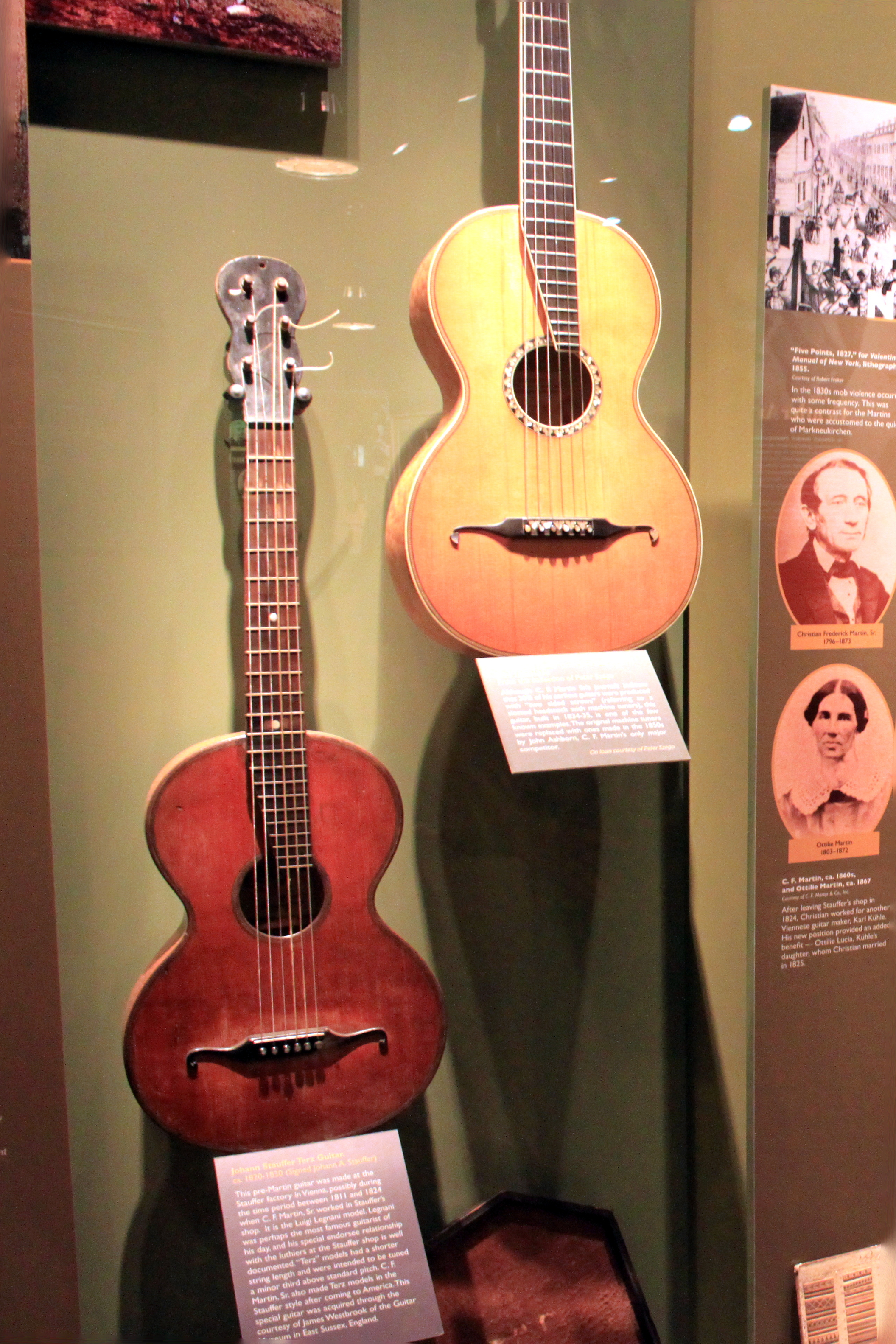
Гитары работы Штауфера в музее

Сын выходца из Вайрегг-ам-Аттерзе подёнщика Матиаса Штауфера. Родился в венском предместье Вайсгербер. Ученик скрипичного мастера Франца Гейссенхофа. Принес присягу гражданина Вены 20 июня 1800 года. Перенял мастерскую от Игнаца Христиана Бартля. В 1813-14 году безуспешно претендовал на вакансию придворного скрипичных дел мастера. С 1830 по 1836 год был также музыкальным издателем.
Сосредоточенность Штауфера на своих изобретениях, по-видимому, привела к финансовым проблемам. Уже в 1829 году он обращался в магистрат с прошением выдать 1000 гульденов задатка. В 1831/32 году на его имущество был наложен долговой арест, и в 1832 году оно было описано за долги. Вероятно, временно работал в мастерской сына, Иоганна Антона, затем на короткое время переехал в Кошице. Последние годы жизни провел в венском городском доме призрения Св.Маркса, где имел возможность работать в маленькой мастерской над своими идеями.
16 мая 1802 года сочетался браком с Йозефой Фишер в венской Шоттенкирхе. Двое сыновей: Иоганн Антон Штауфер, перенявший в 1833 отцовскую мастерскую, и пианист Франц Штауфер.